# Шмитт, Флоран
Флора́н Шмитт (фр. Florent Schmitt; 28 сентября 1870, Бламон — 17 августа 1958, Нёйи́-сюр-Сен) — французский композитор, музыкальный критик, педагог, пианист и музыкально-общественный деятель. Член Института Франции с 1936 года.

## Биография
Родился в департаменте Мёрт и Мозель, в семье профессионального органиста, который с детства занимался с сыном музыкой, готовя его к профессиональной карьере. Брал уроки музыки в Нанси у композитора Гюстава Сандре. В девятнадцать лет поступил учиться в Парижскую консерваторию. В 1897 году получил 2-ю, а в 1900 году — Большую Римскую премию, за кантату «Семирамида», которая в том же году с успехом была исполнена в «Концертах Колонна», после чего композитор отправился на четыре года в Рим, на виллу Медичи (место пребывания лауреатов Римской премии). В 1910 годы Ф. Шмитт — близкий друг Стравинского И.Ф., его статью о «Весне священной» (1913 г.) Стравинский считал лучшей и настоятельно рекомендовал её для перевода на русский язык. С 1922 года, в течение двух лет Шмитт служил директором Лионской консерватории. С 1929 по 1939 год работал музыкальным критиком в «Le Temps». В 1931 году написал по заказу Кусевицкого С. А. (посвятив её дирижёру) к юбилею Бостонского симфонического оркестра одно из самых значительных своих сочинений — Концертную симфония для фортепиано с оркестром, сам выступив на премьере в качестве солиста. В 1936 году его избирают в члены Французской академии (победил на выборах Стравинского). После войны подвергался критике из-за его симпатий к действиям нацистской партии в начале 1930-х годов и из-за его готовности работать на режим Виши в 1940-х. В 1952 году стал членом Ордена Почетного легиона.

## Творчество
Флоран Шмитт написал значительное количество произведений (138 опусов) в различных музыкальных жанрах. Одним из самых известных является «Псалом XLVII» op. 38 для сопрано, хора, оркестра и органа, который впервые был исполнен 27 декабря 1906 года. Леон Поль Фарг так отозвался об этом событии: «Разверзся кратер вулкана!.. Флоран Шмитт успел приоткрыть дверь своего псалма и захлопнул её под раскаты грома».
Другие наиболее известные произведения: концертная симфония», op. 82 для фортепиано с оркестром, «Антоний и Клеопатра» (6 симфонических картин), «Вторая симфония» (1958, последнее произведение композитора), балеты «Трагедия Саломеи» (op. 50 — постановка Бориса Романова, Русский балет Дягилева, 1913, на стихи французского поэта Р. Умьера) и La Semaine du petit elfe Ferme-l’oeil (op. 74), музыка к кинофильму «Саламбо». Камерные произведения: Sonata Libre для скрипки и фортепиано, струнный квартет, квартеты для духовых инструментов, песни, фортепианные произведения. Цикл фортепианных ансамблей в четыре руки La Semaine du petit elfe Ferme-l’oeil (op. 58) был написан им в 1924 году под влиянием сказки Ханса Кристиана Андерсена. Значительно позже композитор переработал его в одноименный балет (op. 73) и поставил его в Парижской комической опере (1924 год).